# Xenillus confusus
Xenillus confusus är en kvalsterart som beskrevs av Sandór Mahunka 1979. Xenillus confusus ingår i släktet Xenillus och familjen Xenillidae. Inga underarter finns listade i Catalogue of Life.